# ザミーンダール

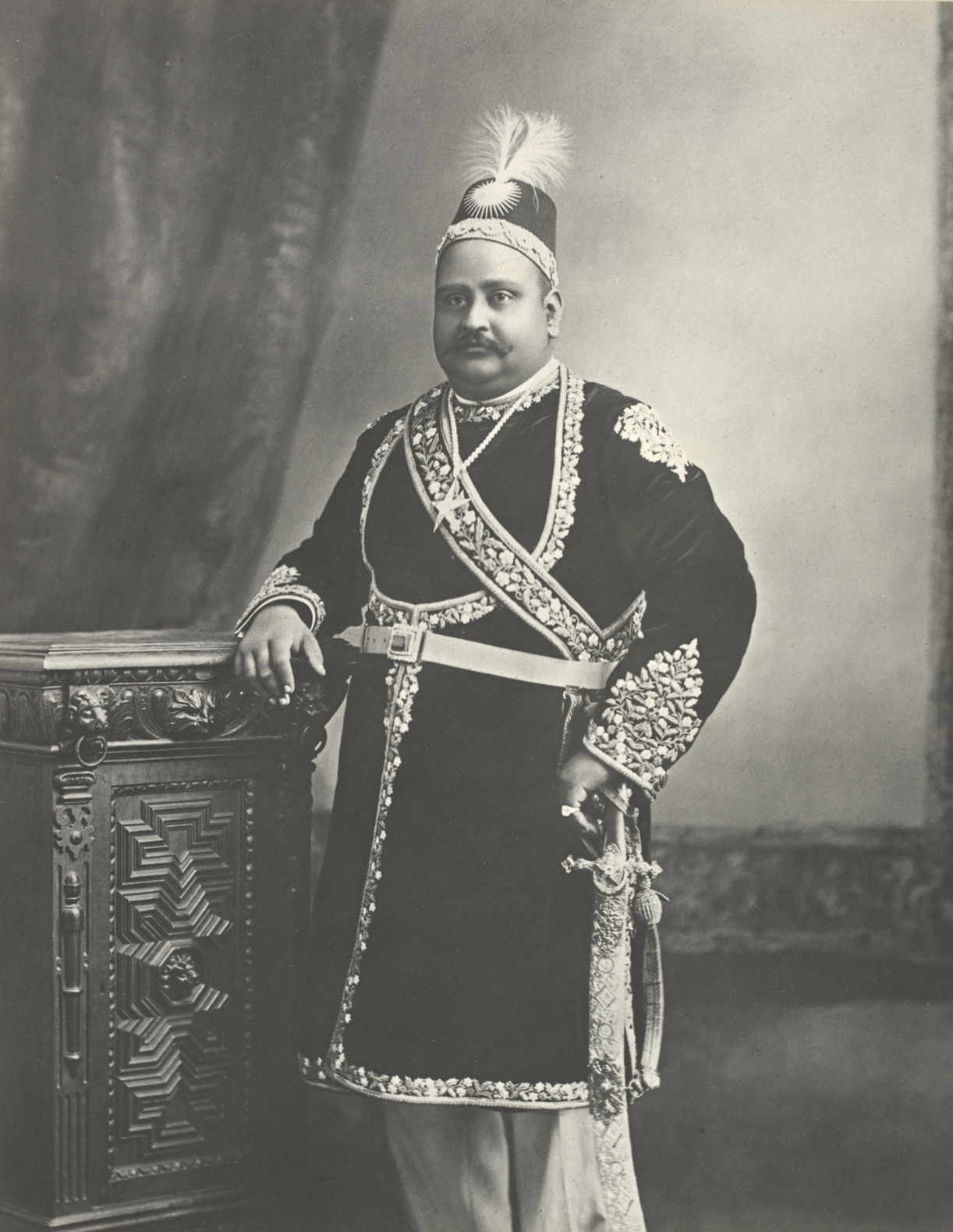
ナワーブ・クワジャ・サリムッラー。ナワーブの称号を認められたザミンダールの一人である。彼がベンガルに持っていた領地は、イギリス領インドにおいて最大級かつ特に豊かな所領であった。

インド亜大陸におけるザミーンダール（ヒンディー語: ज़मींदार, ペルシア語: زمیندار, 英語: zamindar, zomindar, zomidar, jomidar）は、ヒンドゥスターンの皇帝（ムガル皇帝、後にはインド皇帝）の宗主権を受け入れ、自治あるいは半自治を行った統治者。語源的にはペルシア語で「土地所有者」を意味する。一般に、ザミーンダールは広大な領地を世襲し、皇帝政府の代理として農民から徴税したり軍事的な動員を行ったりした。
ムガル帝国期には、ザミーンダールは貴族に属する支配階級であった。第3代皇帝アクバルは彼らにマンザブを与え、彼らの世襲領地をジャーギールとみなした。その後、19世紀から20世紀にかけてインドを支配したイギリスは、多くの富裕で影響力があるザミーンダールに、マハーラージャ (偉大な王)、ラージャ/ラーイ (王) 、ナワーブ（太守）といった上位の称号を授与してその社会的役割を温存した。そしてザミーンダールを利用した「永久制度」、いわゆるザミーンダーリー制度を用いた。イギリス当局は協力的なザミーンダールを藩王として遇した。藩王国と呼ばれるものの多くは、ザミーンダールの領地をそのまま格上げしたものである。その一方で、イギリスは多くの旧来の藩王国から領土を奪い、統治者の地位を高位の貴族からザミーンダールに格下げすることもした。
イギリス領インドが分裂・独立した後の農地改革に伴い、1950年に東パキスタン（後のバングラデシュ）、1951年にインド、1959年に西パキスタン（現パキスタン）でザミーンダールは消滅した。
インド亜大陸の各地域の歴史上では、ザミーンダールが重要な役割を果たしていることが多い。16世紀にバーティ地方の12人のザミーンダールがBaro-Bhuyanという同盟を結成し、ムガル帝国の侵攻を海戦で撃退して名を挙げたことがイエズス会やラルフ・フィッチの報告により伝えられている。同盟の指導者はザミーンダールのイーサ・ハーンで、他のザミーンダールにはムスリムもヒンドゥー教徒もいた。後者ではプラターパディティヤが有名である。またザミーンダールは、芸術のパトロンとなることもあった。その中の一つタークル家（タゴール家）は、1913年にインドで最初のノーベル賞を受賞した詩人ラビンドラナート・タゴールを輩出している。彼の活動は、タークル家の相続領と財産に支えられている部分もあった。建築の分野においては、ザミーンダールは新古典主義建築やインド・サラセン様式を推進した。

## ムガル帝国期

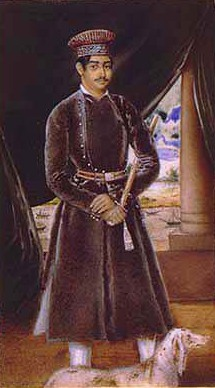
メフタブ・チャンド (1820年-1879年)。バルダマーン・ラージのザミーンダール。1840年-1845年ごろの肖像

ムガル帝国の建国者バーブルがヒンドゥスターンを征服した時、各地にはラーイ、ラージャ、ラーオ、ラワットなどと呼ばれる独立・半独立領主が多数存在していた。ペルシア語年代記では、これらをザミーンダールあるいはマルズバーンと呼んでいる。こうした領主たちは、ほとんどが世襲で、それぞれの領地を統治していて、帝国の経済的・軍事的基盤となった。バーブル自身が書いているところによれば、ヒンドゥスターン征服時、ザミーンダールの領地からの税収が国家歳入の6分の1を占めていた。「それらの、ビラからビハールまでの国々から今や（1528年）我が元に入る歳入は、後で詳しく述べるが42カロール（4億2000万）に上る。そのうち8、9カロールはラーイやラージャのパルガナーから来るもので、彼らは過去に（デリー・スルターン朝に）従い、安堵を受けた者たちである。」
アクバル時代の歴史家アリフ・カンダハーリーによれば、ムガル帝国支配下には城砦を拠点に領地を治めるラージャ、ラーイ、ザミーンダールが200、300人ほどいた。いずれも自身の氏族からなる軍を持っており、アブル・ファズルが伝えるところによれば、その総勢は44ラク（440万）人に上った。内訳は、騎兵384,558騎、歩兵4,277,057人、戦象1,863頭、大砲4,260門、船舶4,500艘だという。ムガル帝国期には、ザミーンダールが治めるザミーンダーリーとニザーム領（後の藩王国）は明確に区別されていなかった。自治権を持つ首長や太守がザミーンダールと呼ばれることもあった。ここに初めて定義上の線引きをした一人で、中世インドにおけるザミーンダールの重要性を主張したのが、歴史家のウィリアム・ハリソン・モアランドである。彼はザミーンダールを「封臣である首長」と定義した。つまりムガル帝国が直接統治をおこなう地域にはザミーンダールは存在せず、それ以外の地においては首長すなわちザミーンダールが自治を行いつつ、ムガル帝国に従属し皇帝に貢納（ナザラナ）を納めていたという構造を指摘したのである。一方でイルファン・ハビブはそれと異なり、著書『ムガル・インドの農業システム』において、ザミーンダールを2種類に分けた。一つは自身の領地において「主権」を行使できる自治首長であり、もう一つは土地において優越的な権利を持ち地税を徴収した「平凡な」ザミーンダールで、後者はほとんどがムガル帝国により任命されたものであったという。 彼らは「仲介者」という意味でザミーンダールと呼ばれ、 リョト（農民）などからの徴税を請け負った。ザミーンダーリー制は北インドで盛んに用いられたが、ムガル帝国の影響力があまり及ばなかった南インドではそこまで広まらなかった。
歴史家のS. Nurul Hasanは、ザミーンダールを3つに分類した。一つ目は自治を行っていたラーイ/ラージャなどの首長、二つ目は仲介者としてのザミーンダール、三つめは主要なザミーンダールである。

## イギリス支配期
イギリス東インド会社は、初期のインド進出にあたり、カルカッタ（現コルカタ）、スルターニー、ゴヴィンドプールの3村のザミーンダールとなることで足掛かりを作った。後には24か所のパルガナーを獲得し、1756年にはベンガル、ビハール、オリッサを支配下に置いた。1857年には、東インド会社に代わるイギリス本国からの統治体制が成立した。
ムガル帝国期のザミーンダールは土地の所有権を持たず、もっぱら戦争への参陣や近隣の王国への略奪遠征で収入を得ていた。そのため、彼らは自分の管轄する土地を発展させようとしなかった。この状況を理解していたコーンウォリス卿率いる東インド会社は、1793年にザミーンダールたちと永久協定を結び、彼らに土地所有権を認めた上で毎年定額の賃料を納めさせた。これにより、現在知られている新しい形のザミーンダーリー制度が成立した。1857年以降、大部分のザミーンダールの軍事力は解体され、領内の警察（digwari/kotwali）を担う戦力のみ維持することを認められた。もしザミーンダールが日没までに賃料を納めることができなければ、領地は没収され競売にかけられた。こうして、新しいザミーンダール階級が形成された。他の遅い時期に東インド会社の支配下に入った地域では、それぞれの首長に対して異なる統治体制を適用した。
イギリスの植民地当局は、北インドにおいてはおおむね従来のザミーンダールによる徴税システムを温存した。ムガル帝国と異なり彼らに土地所有者となることを認め、見返りとして徴税を担当させたのである。南インドではザミーンダールはいないわけではないが少数だったため、イギリス当局はライーヤトワーリー (耕作者)制度を用いた。これは一部の農民を選んで土地所有を認め、直接納税させるというものであった。
ベンガルのザミーンダールは同地の発展において影響力を発し、1857年のインド大反乱では重要な役割を果たした。
またイギリス当局は、忠実なザミーンダーリーに王族や貴族の称号を与える伝統も踏襲した。ラージャ、マハーラージャ、ラーイ・サヘブ、ラーイ・バハードゥル、ラーオ、ナワーブ、ハーン・バハードゥルといった称号が、幾度にもわたり藩王やザミーンダールたちに与えられていった。インド帝国地名辞典の推計によれば、ラージャやマハーラージャといった王号を持つ領主が2000人ほどおり、その中には藩王国や巨大な所領を有する領主も含まれている。他の貴族称号を持つザミーンダールあるいはジャーギールダールも含めれば、その数はさらに跳ね上がる。

## ザミーンダールの継承
ムガル帝国においては、ザミーンダールの世襲権は自治諸侯や辺境諸侯と異なり制限されており、地位を継承するためには主君の意向を受ける必要があった。後継者は血統で選ばれることもあれば、時には宗教法に基づき選ばれることもあった。イギリスの支配下では、ザミーンダールは英国王冠に従属する存在であり、世襲領主の扱いは受けなかったものの、後継者指名に際しては一族内の意向が優先された。従兄弟が当代により近い親等の者を差し置いて後継者と指名されることもあれば、合法な結婚による妻が当代の指名を受けてザミーンダールを継承することも可能であった。

## 廃止
イギリスの植民地統治が終結しインドが独立すると、最初の憲法改正により第19条や第31条で財産権に関する修正が加えられ、まもなくザミーンダーリー制度はほとんど消滅した。現在のバングラデシュにあたる東パキスタンでは、1950年の東ベンガル取得・借用法が同様の改革を実現し、ザミーンダーリー制度を消滅させた。